# Archidiocèse de Newark
L'archidiocèse de Newark (en latin : archidioecesis Novarcensis ; en anglais : Archdiocese of Newark) est une Église particulière de l'Église catholique aux États-Unis. Son siège est la cathédrale-basilique du Sacré-Cœur de Newark. L'archevêque de Newarlk est Joseph Tobin.

## Territoire

### Comtés
L'archidiocèse comprend les comtés de : 
- Bergen
- Union
- Hudson
- Essex

### Diocèses
L'archidiocèse de Newark est un siège métropolitain avec quatre diocèses suffragants dans sa province ecclésiastique :
- Diocèse de Camden
- Diocèse de Metuchen (en)
- Diocèse de Paterson (en)
- Diocèse de Trenton

## Historique
Au cours du XVIIe siècle, le gouvernement britannique a divisé l'actuel New Jersey en deux provinces distinctes : West Jersey (en) et East Jersey (en). L'East Jersey, qui couvrait la zone appartenant à l'actuel archidiocèse de Newark, était plutôt hostile aux catholiques. Certains de ces premiers catholiques étaient des immigrants français qui travaillaient dans les salines.
En 1698, l'East Jersey a accordé la tolérance religieuse à toutes les confessions chrétiennes, à l'exception du catholicisme. En 1702, le gouvernement britannique réunit l'East Jersey et le West Jersey pour former la province du New Jersey. 
Au cours du XVIIIe siècle, la colonie de Macopin a été fondée par des catholiques allemands. L'envoyé français François Barbé-Marbois, écrivant de Philadelphie en 1785, estimait la population catholique des nouveaux États de New York et du New Jersey à environ 1 700 personnes, dont plus de la moitié vivait dans le New Jersey. De nombreux réfugiés français de la révolution haïtienne installés à Elizabeth, comme Vianney, Tissorant et Malou se rendirent dans le New Jersey depuis la paroisse St. Peter's à New York pour y exercer leur ministère. L'ouverture de mines, de fourneaux, de verreries et d'autres industries attira davantage d'immigrants catholiques dans le New Jersey.
Le 6 novembre 1789, le pape Pie VI éleva la préfecture apostolique des États-Unis (en) au rang de nouveau diocèse de Baltimore, comprenant tous les nouveaux États-Unis. Le 8 avril 1808, le pape Pie VII érigea le diocèse de Philadelphie et le diocèse de New York, prenant leur territoire du diocèse de Baltimore.
Les comtés de Sussex, Bergen, Morris, Essex, Somerset, Middlesex et Monmouth, dans le New Jersey, sont rattachés au diocèse de New York. Le reste du New Jersey est rattaché au diocèse de Philadelphie.
la première paroisse de Newark est celle de Saint Jean à Jersey City, fondée en 1826, et l'église Saint-Pierre de Newark est inaugurée en 1831, en tant que paroisse allemande.
Le diocèse de Newark a été érigé le 29 juillet 1853 par le bref apostolique Ministerii du pape Pie IX, découpant son territoire à partir de l'archidiocèse de New York et du diocèse de Philadelphie (aujourd'hui archidiocèse). Il était à l'origine suffragant de New York.
Le 2 août 1881 et le 9 décembre 1937, il a cédé respectivement des parties de son territoire pour l'érection des diocèses de Trenton et de Paterson.
Le 10 décembre 1937, il a été élevé au rang d'archidiocèse métropolitain par la bulle Quo Utilius du pape Pie XI.

### Articles liés
- Liste des juridictions catholiques aux États-Unis
- Église catholique aux États-Unis